# Mijo Ivurek
Mijo Ivurek (Virje, 4. rujna 1952.), hrvatski novinar i publicist iz Zagreba
Autor je i urednik brojnih knjiga, monografija i članaka objavljenih u novinama i časopisima. Pisao je djela s područja naftne industrije, hrvatske povijesti, očuvanja kulturne baštine, politike, novijoj hrvatske povijesti, politici i kulturi, o hrvatskim zaslužnicima te očuvanju hrvatske kulturne baštine.
Objavio je djela:
- »Mudrosti svijeta – svijet mudrosti« (izbor misli od stare Grčke i Rima do danas, odabrao Mijo Ivurek), 2008.
- »Naš Marko« (monografija o varaždinskom biskupu Marku Culeju), 2008.
- »Život i djelo Krunoslava Draganovića«, 2013.
- »Crkva Marije Snježne u Belcu : obnovom udahnuti novi život i sjaj: (1994. – 2010.)«, 2010.
- »Monografija o umjetničkom daru obitelji Njerš«
- »Ivan Šimetić« (monografija o životu i radu hrvatskoga dizajnera i slikara)
- »Padre Perica i njegovo doba«, 2015.
- Jedanaest godina nagrade INE za promicanje hrvatske kulture u svijetu: (1994. – 2005.) (suradnik Mirko Kovačević), 2005.
- »Alojzije Stepinac – Hrvatsko hodočašće u Svetu zemlju 1937.« (suradnik u monografiji)
- »Ivan Krstitelj Ranger« (suradnik u monografiji najvećega pavlinskoga slikara hrvatskoga baroka)
- Mladen Veža (suradnik u monografiji)[2]
- »INA u Domovinskom ratu« (urednik), 1997.
- »Godišnja nagrada INE za promicanje hrvatske kulture u svijetu za 1995. godinu« (urednik), 1995.
- »Godišnja nagrada INE za promicanje hrvatske kulture u svijetu za 1996. godinu« (urednik), 1997.
- »Godišnja nagrada INE za promicanje hrvatske kulture u svijetu za 1999. godinu« (urednik), 2000.
- »Godišnja nagrada INE za promicanje hrvatske kulture u svijetu za 2004. godinu« (urednik), 2005.
- INA časopis: hrvatska revija za naftno i plinsko gospodarstvo (glavni i odgovorni urednik od 1997. do 2004.)
- urednik kataloga izložbi u Galeriji Ine